# Buchholz (Mecklembourg)
Pour les articles homonymes, voir Buchholz.
Buchholz est une commune d'Allemagne située dans l'arrondissement du Plateau des lacs mecklembourgeois, dans le Land de Mecklembourg-Poméranie-Occidentale.

## Géographie
Buchholz se situe dans la région du plateau des lacs mecklembourgeois (Mecklenburgische Seenplatte), à la frontière avec le Land de Brandebourg, près de l'embouchure de l'Elde dans le lac Müritz.

## Histoire
Buchholz fut mentionnée pour la première fois dans un document officiel en 1273 sous le nom de Buchholte. 